# Bradypterus carpalis
Bradypterus carpalis е вид пойна африканска птица от разред Врабчоподобни.

## Разпространение
Птицата обитава заблатени местности. Среща се в Субсахарска Африка в страните Бурунди, ДР Конго, Кения, Руанда, Танзания, Уганда и Замбия.